# Yevgeny Savvich Ptukhin
Yevgeny Savvich Ptukhin (tiếng Nga: Евгений Саввич Птухин; 3 tháng 3 năm 1902 - 23 tháng 2 năm 1942) là một sĩ quan chỉ huy Không quân Liên Xô, tham gia trong Nội chiến Nga, Nội chiến Tây Ban Nha, Chiến tranh Mùa đông và giai đoạn đầu của Chiến tranh Vệ quốc Vĩ đại. Bị bắt cùng với nhiều cựu binh khác trong Nội chiến Tây Ban Nha với cáo buộc bịa đặt là nằm trong một âm mưu chống Liên Xô, cuối cùng ông bị tuyên bố phạm tội phản quốc và bị xử bắn không cần xét xử theo lệnh của Lavrenty Beria vào tháng 2 năm 1942. Ông được phục hồi danh dự năm 1954.

## Thiếu thời
Ptukhin sinh ngày 3 tháng 3 năm 1902 trong một gia đình người Nga ở Yalta. Vào thời điểm đó, cha ông là một nhân viên bưu điện, nhưng gia đình chuyển đến Moskva vào năm 1905 sau khi cha ông nhận được công việc quản lý một chuồng ngựa. Lớn lên ở Moskva, Yevgeny đã học hết bậc tiểu học trước khi đăng ký vào một trường kỹ thuật ở Rozhdestvenka. Tuy nhiên, ông phải từ bỏ việc học vào năm 1914 sau khi sức khỏe của cha ông suy giảm và anh trai ông phải nhập ngũ, buộc ông phải bắt đầu làm việc để chăm sóc gia đình. Ông đã làm nhiều công việc khác nhau, bao gồm làm khuân vác cho các nhà ga xe lửa, nhân viên giao báo và điện thoại viên, trước khi gia nhập Hồng quân để theo đuổi sự nghiệp hàng không quân sự. Ban đầu bị Hồng quân từ chối vì còn quá trẻ, ông đã khai man về tuổi của mình, khẳng định mình lớn hơn hai tuổi để được chấp nhận khi tái nộp đơn.

## Sự nghiệp quân sự
Ban đầu Ptukhin làm thợ máy trong Cụm hàng không số 3 Moskva, nơi ông gặp và kết thân với một vị tướng không quân tương lai khác, Pyotr Pumpur. Không lâu sau khi gia nhập Đảng Cộng sản vào năm 1918, ông được điều động đến các vùng chiến sự trong Nội chiến Nga, nơi ông làm công việc sửa chữa các máy bay thuộc Phi đội Pháo binh Hàng không số 1. Sau khi chiến đấu ở mặt trận Ba Lan, ông tiếp tục theo đuổi nỗ lực để được nhận vào trường phi công, nhưng ông đã trượt môn toán trong kỳ thi tuyển sinh do trình độ học vấn thấp. Không từ bỏ ước mơ trở thành phi công, ông bắt đầu học tập chăm chỉ để có thể đến trường bay. Sau khi không ngừng theo đuổi sự nghiệp hàng không bằng cách học và làm thợ máy, cuối cùng ông đã có thể theo học trường dạy bay Lipetsk bắt đầu từ tháng 12 năm 1923. Một thời gian ngắn trước khi trường bị giải tán và tất cả các học viên được chuyển đến Borisoglebsk, ông đã thực hiện chuyến bay đầu tiên của mình vào ngày 4 tháng 4 năm 1924, lái chiếc N-14. Chẳng bao lâu Ptukhin tốt nghiệp trường bay Borisoglebsk trong nhóm 20 sinh viên giỏi nhất và được gửi đến Serpukhov để đào tạo thêm trước khi được bổ nhiệm vào phi đội của mình vào cuối năm 1924; người bạn cũ của anh, Pyotr Pumpur, được chỉ định vào cùng một phi đội và cả hai rất vui khi được hội ngộ. Tháng 7 năm 1925, phi đội được lệnh tham gia vào cuộc tấn công của một cuộc nổi dậy Menshevik; được giao nhiệm vụ bay do thám và bắn, một phi công từ phi đội (Senko) đã bị bắn hạ bởi những người Menshevik nổi dậy vào ngày 11 tháng 7, nhưng đã chạy thoát khỏi máy bay của mình trước khi những kẻ bạo loạn đến. Chỉ vài ngày trước đó vào ngày 3 tháng 7, phi đội đã được đặt tên để vinh danh Feliks Derzhinsky, nhưng vào tháng 12 năm 1926, nó được đổi tên thành Phi đội Hàng không độ lập số 7 và đặt dưới quyền chỉ huy của Aleksey Shirinkin. Ptukhin nhanh chóng thăng tiến qua các cấp bậc, được thăng cấp chỉ huy phi đội năm 1926 và sau đó là chỉ huy phi đoàn năm 1927. Bộ chỉ huy của ông sau đó quyết định gửi ông đến Học viện Không quân để đào tạo thêm, và năm 1929 ông tốt nghiệp khóa đào tạo nâng cao về chỉ huy - tham mưu trước khi được giao nhiệm vụ chỉ huy Trung đoàn Hàng không Tiêm kích độc lập số 15.
Sau khi được bổ nhiệm làm tư lệnh kiêm chính ủy Lữ đoàn Hàng không hỗn hợp 450 vào tháng 5 năm 1934, ông học lái máy bay R-5 để bay cùng các máy bay ném bom trong đơn vị của mình, nhưng ông quan tâm nhiều hơn đến máy bay chiến đấu. Sau khi lữ đoàn nhận được I-5, ông đã tăng cường nỗ lực huấn luyện bay, kết quả là lữ đoàn được ghi nhận là có tỷ lệ giờ bay cao và số vụ tai nạn thấp hơn so với năm ngoái.
Tháng 7 năm 1935, ông được bổ nhiệm làm chỉ huy Lữ đoàn Hàng không 142, và vào tháng 11 năm đó, ông được phong cấp bậc Lữ đoàn trưởng (kombrig). Các hoạt động của lữ đoàn của ông tăng cường từ năm 1935 đến năm 1936 khi Quân khu Belarussia được Voroshilov lên kế hoạch kiểm tra khả năng sẵn sàng chiến đấu. Ptukhin đã đưa lữ đoàn của mình trải qua quá trình huấn luyện căng thẳng, cho máy bay ném bom R-5 bay với các mục tiêu thực hành cho máy bay chiến đấu I-16 để thực hành bắn độ chính xác. Sau khi thể hiện khả năng sẵn sàng chiến đấu, ông đã tham dự một cuộc họp với một số chỉ huy đơn vị khác, nơi ông tranh luận với chỉ huy sư đoàn 4 kỵ binh về cách thức và thời điểm sử dụng hàng không trong chiến đấu.
Ngày 15 tháng 5 năm 1937, Ptukhin được chỉ định tham gia nhóm cố vấn quân sự Liên Xô cho lực lượng Cộng hòa trong Nội chiến Tây Ban Nha. Với bí danh Tướng José, các máy bay chiến đấu Ptukhin bay cho Lực lượng Không quân Cộng hòa Tây Ban Nha. Sau một vụ đánh bom đêm vào tháng 7 khiến ông bị thương bởi một mảnh đạn ở chân, ông đã từ chối đến bệnh viện và nhất quyết tiếp tục thực hiện nhiệm vụ chiến đấu. Mặc dù các máy bay chiến đấu I-15 và I-16 của Liên Xô được trang bị gặp bất lợi trước các máy bay chiến đấu mới hơn do Đức sản xuất mà phe phát xít sử dụng, cụm hàng không dưới sự chỉ huy của Ptukhin vẫn giành được một số chiến thắng trên không ở Tây Ban Nha, kết quả là ông được trao tặng Huân chương của Lenin vào ngày 22 tháng 12. Không lâu sau khi trở về Liên Xô, ông được thăng vượt cấp lên Quân đoàn trưởng (komkor) vào ngày 22 tháng 2 năm 1938.
Sau khi được thăng cấp, Ptukhin được bổ nhiệm làm chỉ huy lực lượng không quân của Quân khu Leningrad. Ông đã dành nhiều thời gian bên chiếc máy bay chiến đấu I-16, hướng dẫn phi công cách lái nó bên cạnh việc lái chiếc máy bay trong cuộc duyệt binh Ngày Tháng Năm. Tuy nhiên, ông đã sớm được triệu tập để tham gia khóa đào tạo chỉ huy tại Học viện Bộ Tổng tham mưu ở Moskva. Sau khi tốt nghiệp vào tháng 2 năm 1939, ông trở lại vị trí cũ của mình. Trước khi bắt đầu Chiến tranh Mùa đông, ông đã nói chuyện với Stalin về việc sử dụng các sân bay ở Estonia trong trường hợp xung đột với Phần Lan. Ngay sau khi bắt đầu cuộc chiến với Phần Lan, Stalin đã ban hành lệnh cho xây dựng một căn cứ không quân trên đảo Dago, nơi hoàn toàn là rừng. Tháng 1 năm 1940, ông được bổ nhiệm làm chỉ huy của lực lượng không quân Mặt trận Tây Bắc mới thành lập, bao gồm nhiều đơn vị máy bay ném bom, máy bay chiến đấu và máy bay trinh sát. Hơn 500 máy bay dưới sự chỉ huy của ông đã tham gia rất nhiều vào cuộc tấn công vào Tuyến Mannerheim của eo đất Karelia, thường liên quan đến việc các phi công thực hiện nhiều lần xuất kích mỗi ngày. Ngay sau khi kết thúc xung đột, ông được phong tặng danh hiệu Anh hùng Liên Xô vào ngày 21 tháng 3 năm 1940, và vào ngày 4 tháng 6 năm 1940, ông được thăng cấp Trung tướng.
Ngày 28 tháng 1 năm 1941, Ptukhin được thăng chức làm Tổng cục trưởng Tổng cục Phòng không, nhưng do những căng thẳng của công việc, ông chuyển sang làm Tư lệnh Không quân Quân khu Kiev vào mùa xuân. Ở vị trí đó, ông trở nên lo ngại về tần suất máy bay Đức xâm nhập không phận Liên Xô trong các chuyến bay do thám và bày tỏ mong muốn bắn hạ chúng. Đặc biệt lo ngại về mối đe dọa quân sự gây ra bởi một cuộc xâm lược tiềm tàng của Đức, ông đã ra lệnh sử dụng ngụy trang trên mặt đất trên các sân bay và hầm trú ẩn để bảo vệ máy bay trong trường hợp đối phương bắn phá, nhưng không phải tất cả các hầm trú ẩn đều được hoàn thành kịp thời để ngăn chặn việc lực lượng không quân quân khu bị quân Đức phá hủy khi Chiến dịch Barbarossa nổ ra.

## Bị đàn áp

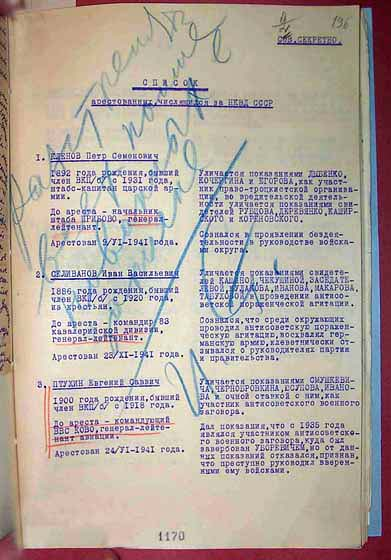
Trang tài liệu về "danh sách hành quyết" có tên của Ye.S. Ptukhin (ở vị trí thứ 3) và dòng phê chuẩn của chính Stalin: “Hãy bắn tất cả những kẻ có tên trong danh sách. I. St. "

Ptukhin bị cách chức và bị bắt vào cuối tháng 6 năm 1941 sau khi các sân bay dưới quyền chỉ huy của ông bị tổn thất nặng nề sau Chiến dịch Barbarossa. Ông bị đưa đến nhà tù Butyrskaya vài ngày sau đó và bị buộc tội tham gia vào một âm mưu chống Liên Xô dựa trên lời khai ép cung của các chỉ huy cấp cao khác bị bắt theo lệnh của Beria trong cuộc thanh trừng của Hồng quân và Không quân, bao gồm cả Yakov Smushkevich, Sergey Chernobrovkin và Pavel Yusupov. Những lời khai ép cung này cáo buộc rằng Ptukhin đã hoạt động trong một âm mưu chống Liên Xô từ năm 1935 và được Ieronim Uborevich tuyển mộ. Sau khi ông bị bắn theo lệnh của Beria vào ngày 23 tháng 2 năm 1942 và được chôn cất tại một địa điểm không xác định, ông chính thức bị tước các phần thưởng quân sự theo sắc lệnh của đoàn chủ tịch Xô Viết Tối cao vào ngày 15 tháng 5 năm 1943. Hơn một thập kỷ sau, ông được phục hồi danh dự vào ngày 6 tháng 10 năm 1954 do thiếu các bằng chứng và đến ngày 22 tháng 5 năm 1965, các giải thưởng quân sự của ông đã được phục hồi.

## Giải thưởng
Anh hùng Liên Xô  (21/03/1940)
 Huân chương Lenin ×2  (22/10/1937 và 21/03/1940)
 Huân chương Cờ đỏ  (08/03/1938)
 Huân chương Sao đỏ  (25/05/1936)